# 2,34 mm Rimfire
El cartucho 2,34 mm Rimfire o 2,34 x 6 Swiss Mini Gun es un pequeño cartucho de percusión anular producido por la empresa suiza Swiss Mini Gun y es específico para el revólver C1ST. Tanto el arma como los cartuchos son producidos íntegramente en Suiza, y solo están disponibles bajo pedido. La bala de 0.128 g (1.97 granos) tiene una velocidad de unos 120 m/s (400 ft/s), lo cual hace que produzca una energía cinética apenas menor a 1 joule.
El costo es de aproximadamente $10 USD por cartucho.